# 地核
地核（英語：core），位于地球的最中心。半徑约有3470公里，高密度，平均每立方厘米重12克。温度约有4400～6000℃。
它可再分为內核和外核。由地震波的傳送可知，外核是融熔的。地球内核仅占地球体积的1%。人類無法直接觀測地核，而從源自其他行星核心的鐵隕石來推測、以及地球物理化學性質的推算，地核也是由铁和镍组成。地球磁場的自激發電機理論，也需要一個液態金屬外核的存在才能成立。至於内核，則極有可能是固態鐵。

## 成分
地核主要的主要成分是鐵或鐵鎳質，不過也可能有一些較輕的物質存在，但密度较高（外层地核为10-12克/立方厘米，内地核的密度约为13克/立方厘米）地心的溫度大約有7,500K，比太陽表面溫度來得還要高。以上這些都是來自於地震震測資料，雖然上部地函的物質有時會因著火山噴出熔岩而被帶到地表來，但是人類現有技術仍舊無法到達固體地球的主要部分，目前的海底鑽探行動連地殼都尚未挖穿。地殼的成分則主要是由石英 (二氧化矽)以及矽酸鹽類如長石。